# Comparatore a intermittenza

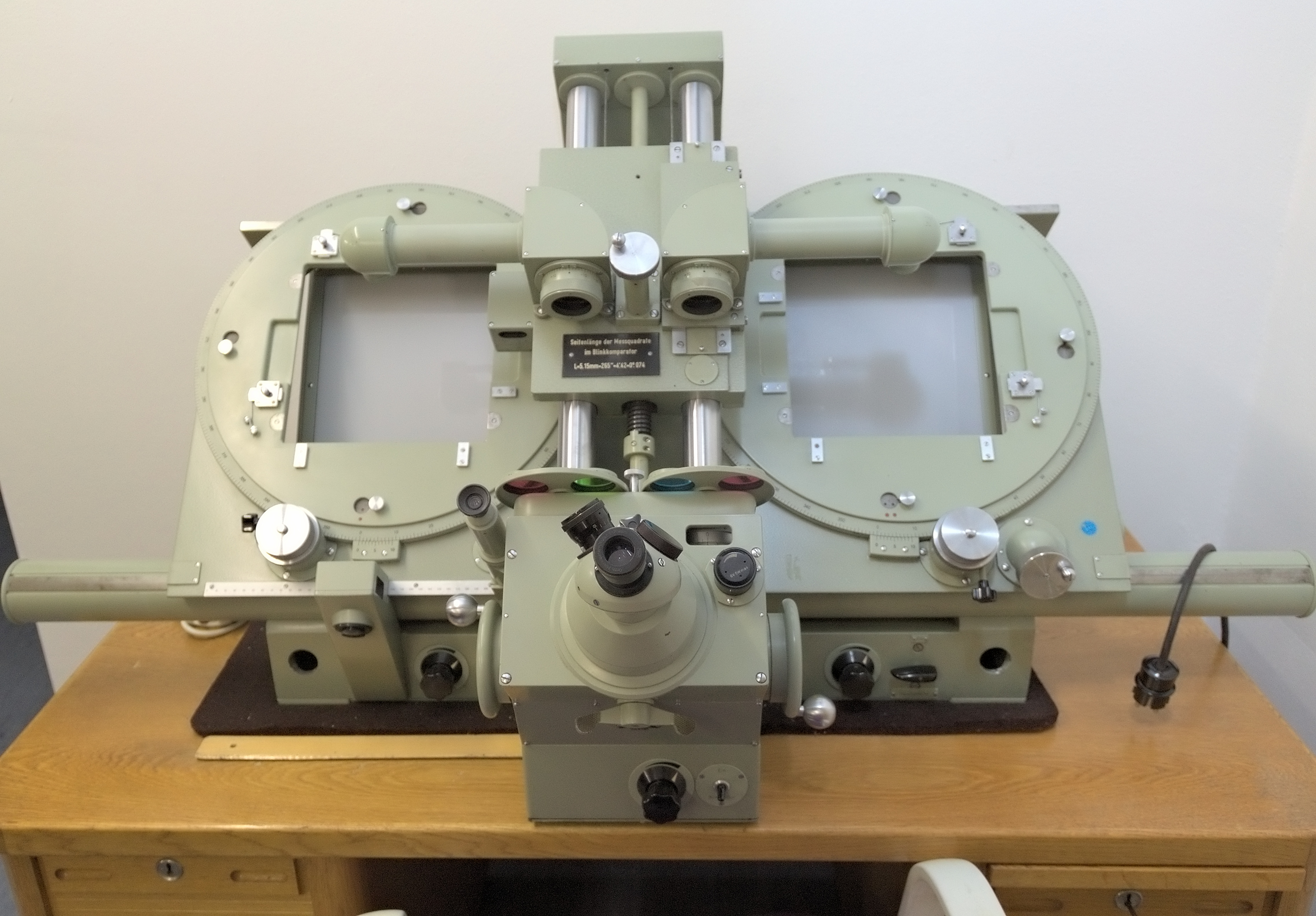
Comparatore a intermittenza

Il comparatore a intermittenza è uno strumento che viene usato per confrontare due fotografie quasi identiche fatte nella stessa sezione di cielo in differenti istanti di tempo. Il comparatore alterna l'illuminazione dei due piatti, e ogni mutamento viene rivelato da punti o linee intermittenti. Questo strumento è stato usato per trovare asteroidi, comete e stelle variabili.
È stato inventato nel 1904 dal fisico tedesco Carl Pulfrich.